# 세진교통
세진교통(世進交通)은 대구광역시의 대구시내버스 운수 업체로, 대구광역시 면허의 시내버스 회사들 중 가장 규모가 큰 업체이다. 면허지로는 대구광역시 수성구 만촌2동 대일버스 차고지의 주소로 등록되어 있으나, 실제 본사와 차고지는 경상북도 경산시 대평동 대평그린빌아파트 근처 LPG 충전소 인근에 있다.
대구광역시에서 최초로 초저상버스를 출고하여 운행한 회사이며, 2016년 7월 말에는 대구광역시 최초로 저상 CNG 하이브리드 시내버스인 현대 블루시티를 출고한 회사다. 범물동에서  북구 조야동, 동구 동호동 공영차고지에서 대곡지구, 경 수성구 시지지구에서 북구 읍내동 칠곡1지구(칠곡우방타운), 동구 동화사에서 다사 매곡, 다사 매곡리에서 범물동, 범물동을 반시계 방향으로 한 바퀴 도는 노선, 대구대학교에서 성서공단,  대구스타디움으로 가는 시내버스 노선을 대부분 독점하고 있다. 대평동LPG충전소 인근 골목에 차고지가 있다.

## 연혁
- 1979년 10월 17일: 시내버스 운송 면허를 취득하여 영진버스자동차라는 이름으로 설립되었다.
- 원래는 동구 입석동(동촌)에 차고지가 있었다.
- 1997년 7월: 세진교통으로 명칭을 변경하였다.
- 2002년: 같은 계열의 시내버스 회사였던 우일교통과 합병하였고, 이 때 차고지를 경상북도 경산시 대평동으로 이전했다.
- 2004년: 같은 계열의 시내버스 회사인 동광버스를 완전히 합병[3]하여 예전까지 제일 규모가 컸었던 경북교통을 밀어내고 대구광역시 최대의 시내버스 회사가 되었다.(등록대수 109대)[4]

## 차고지
- 경상북도 경산시 경안로87길 25-4 (대평동 47)

## 노선
| 노선번호  | 운행경로 기점 ↔ 중간경유지 ↔ 종점  | 운행경로 기점 ↔ 중간경유지 ↔ 종점                    | 운행경로 기점 ↔ 중간경유지 ↔ 종점  | 운행대수             | 비고                                        |
| --------- | ---------------------------------- | ---------------------------------------------------- | ---------------------------------- | -------------------- | ------------------------------------------- |
| 급행5번   | 달서구 갈산동 신흥버스             | 중구 공평동 2.28기념중앙공원                         | 경산시 진량읍 내리리 대구대학교    | 10 (저상 1)          | 경북교통, 신흥버스 공배 현금 승차 불가 노선 |
| 급행10번  | 대천동 대천공영차고지              |                                                      | 반야월역                           | 6                    | 세운버스 공배                               |
| 직행2번   | 달성군 구지면 내리                 |                                                      | 동구 신천동 동대구역 복합환승센터  | 5 (저상 1)           | 해피투게더세한여객 공배                     |
| 순환3-1번 | 수성구 범물1동 범물1동행정복지센터 | 달서구 두류동 두류역                                 | 수성구 범물1동 범물1동행정복지센터 | 통합 9 (저상 1)      | 달구벌버스 공배                             |
| 320번     | 북구 검단동 성보교통               | 북구 죽전역                                          | 앞산공원                           | 12 (저상 3대)        |                                             |
| 403번     | 수성구 범물1동 범물1동행정복지센터 | 북구 칠성동1가 칠성시장                              | 북구 조야동 무태조야동민원분소     | 12 (저상 12 전 차량) | 단독운행                                    |
| 564번     | 달성군 다사읍 매곡리공영차고지     | 남구 대명11동 서부정류장                             | 수성구 범물1동 범물1동행정복지센터 | 9 (저상 3)           | 우진교통, 공배                              |
| 618번     | 달서구 대곡동공영차고지            | 북구 칠성동2가 대구역                                | 동구 동호동공영차고지 동구 금강동  | 10 (저상 6대)        | 세운버스, 우창여객 공배                     |
| 724번     | 북구 관음동 칠곡우방타운           | 중구 동성로2가 한일극장                              | 수성구 시지지구                    | 15 (저상 11)         | 우주교통 공배 현금 승차 불가 노선           |
| 동구4-1번 | 동구 동호동 동호초등학교           | 동구 신서동 송정삼거리                               | 동구 동호동 반야월역               | 4 (전 차량 저상)     | 달구벌버스 공배                             |
| 수성3-1번 | 동구 서호동 안심중학교             | 수성구 범물1동 범물1동 행정복지센터                  | 동구 동호동 반야월역               | 8 (저상 1)           | 단독운행                                    |
| 수성6번   | 동구 서호동 안심중학교             | 신매동 수성구 범물1동 범물1동 행정복지센터 정화 우방 | 동구 동호동 반야월역               | 9 (저상 2)           | 단독운행                                    |
| 8140번    | 수성구 지산1동 TBC(건너)           | 수성구 범어1동 범어역                                | 동구 신암4동 동대구역              | 1                    | 달구벌버스, 세왕교통 공배 주중 출근맞춤버스 |
| 예비      |                                    |                                                      |                                    | 6                    |                                             |
| 12종      |                                    |                                                      |                                    | 116대                |                                             |

## 보유 차량
2010년 이후에는 현대자동차만 출고하고 있으며, 2019년 12월에 현대자동차 원메이크가 됐다.
- 현대 블루시티
- 현대 뉴 슈퍼 에어로시티
- 현대 저상 뉴 슈퍼 에어로시티
- 현대 일렉시티

## 갤러리

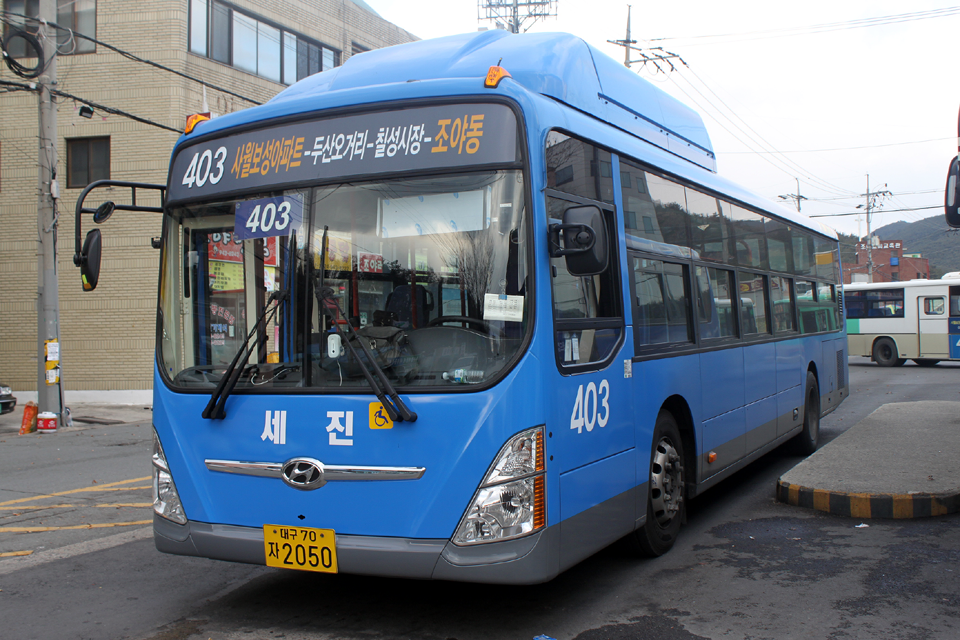
대구시내버스 403번
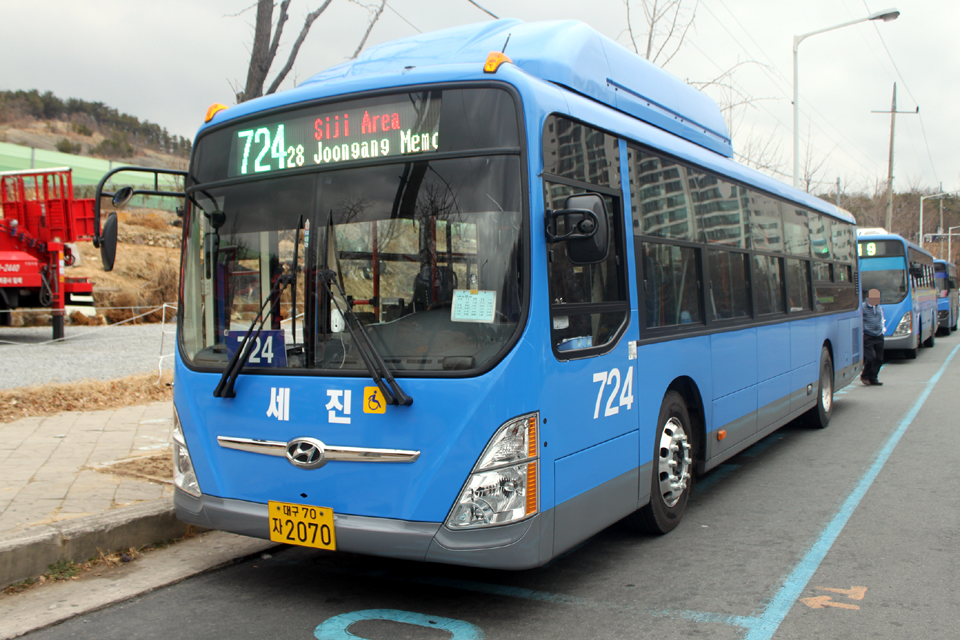
대구시내버스 724번
대구시내버스 급행5번